# Hans von Heppe
Hans Gustav Adolf von Heppe (* 9. August 1907 in Fraustadt; † 2. April 1982 in Kakenstorf, Niedersachsen) war ein deutscher Beamter und Jurist, der unter anderem Staatssekretär im Bundesministerium für wissenschaftliche Forschung bzw. Bundesministerium für Bildung und Wissenschaft.

## Leben
Der als Sohn von Theodor von Heppe, dem damaligen Landrat des Landkreises Fraustadt, geborene Hans von Heppe studierte nach dem Besuch von Gymnasien in Posen, Aurich und Potsdam und nach Ablegung seines Abiturs 1926 Rechtswissenschaften an der Eberhard Karls Universität Tübingen, Albertus-Universität Königsberg sowie der Friedrich-Wilhelms-Universität zu Berlin. In Tübingen wurde er Mitglied des Corps Suevia Tübingen.
Nach dem Bestehen der Ersten Juristischen Staatsprüfung 1930 erfolgte 1931 seine Promotion zum Doktor der Rechte an der Eberhard Karls Universität Tübingen mit einer Dissertation zum Thema Der Hochverrat nach den neuen Strafgesetz-Entwürfen. Nach dem Bestehen der Zweiten Juristischen Staatsprüfung 1934 wurde er zunächst Beamter bei der Deutschen Reichsbahn, ehe er 1936 Mitarbeiter im Reichsverkehrsministerium wurde. Im Anschluss war er zwischen 1943 und 1945 Bevollmächtigter für den Nahverkehr in Hamburg und verfasste in dieser Zeit auch das Buch Die Preise im Güternahverkehr mit Kraftfahrzeugen zur Verordnung über Höchstpreise für Fuhrleistungen mit Kraftfahrzeugen im Nahverkehr (NVP) vom 15. Januar 1940.
Er blieb nach dem Ende des Zweiten Weltkrieges in Hamburg und war dort von 1946 bis 1951 Referent für Hochschulen. Anschließend erfolgte 1952 seine Ernennung zum Abteilungsleiter im Kultusministerium des Landes Nordrhein-Westfalen.
1956 ging er jedoch nach Hamburg zurück und war dort bis 1966 als Senatssyndicus höchster Beamter der Freien und Hansestadt und verantwortlich für Personal, Organisation, Schulen, Hochschulen und Kultur. Dabei wirkte er maßgeblich an der Neugestaltung der Universität Hamburg mit: Während seiner Amtszeit wurden Ende der 1950er- und Anfang der 1960er-Jahre wurden das Auditorium maximum und der Philosophenturm am Von-Melle-Park eingeweiht, die Botanischen Institute und der Botanische Garten nach Klein Flottbek verlegt. Die während dieser Zeit gemachten Erfahrungen veröffentlichte er 1963 in Erfahrungen beim Aufbau und Ausbau der Universität Hamburg.
1966 wurde von Heppe schließlich beamteter Staatssekretär im für wissenschaftliche Forschung, das 1969 in Bundesministerium für Bildung und Wissenschaft umbenannt wurde. Diese Position bekleidete er bis 1971 und war während seiner fünfjährigen Tätigkeit einer der engsten Mitarbeiter der damaligen Bundesminister Gerhard Stoltenberg und Hans Leussink. Darüber hinaus veröffentlichte er im Laufe seiner dortigen Tätigkeit Forschung innerhalb und außerhalb der Universitäten (1970).

## Ehrungen
- 1966: Ehrensenator der Universität Hamburg
- 1969: Großes Verdienstkreuz mit Stern der Bundesrepublik Deutschland